# 太陽活動周期

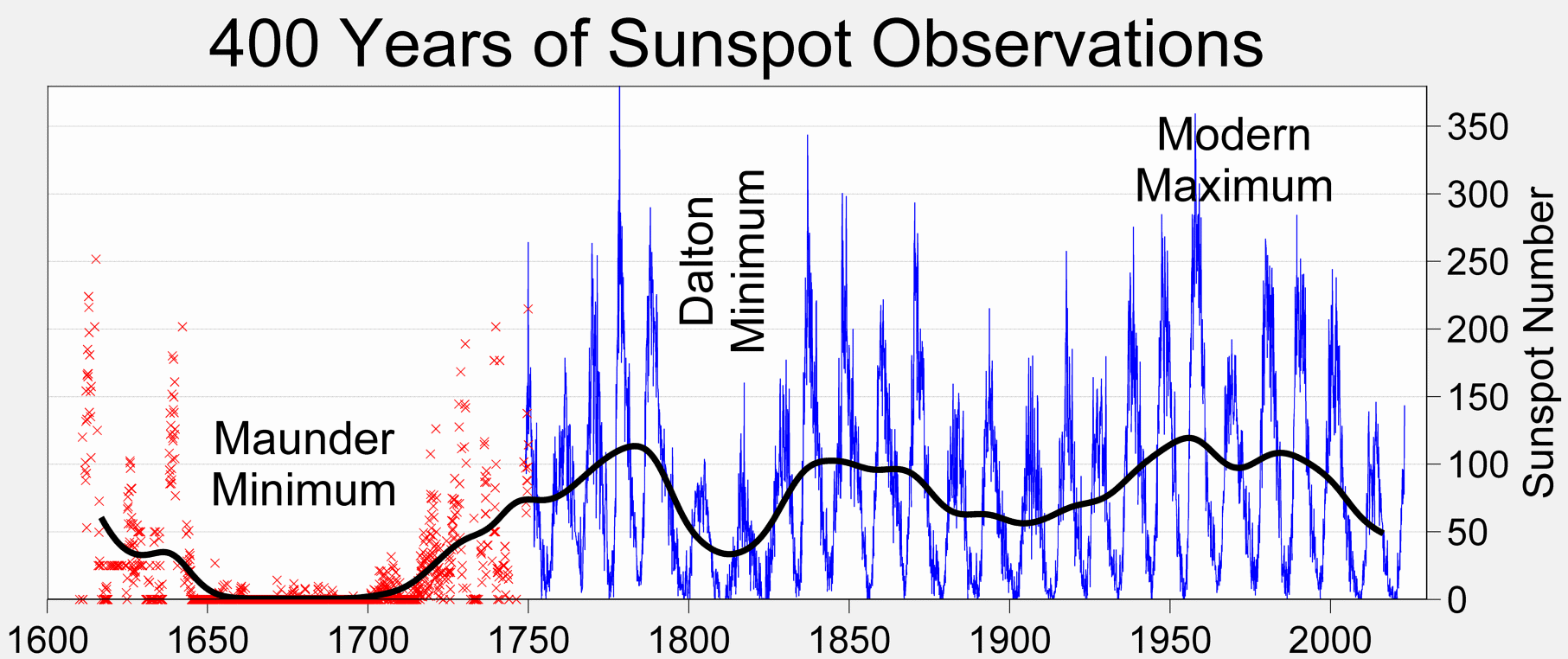
400年間の太陽黒点の歴史

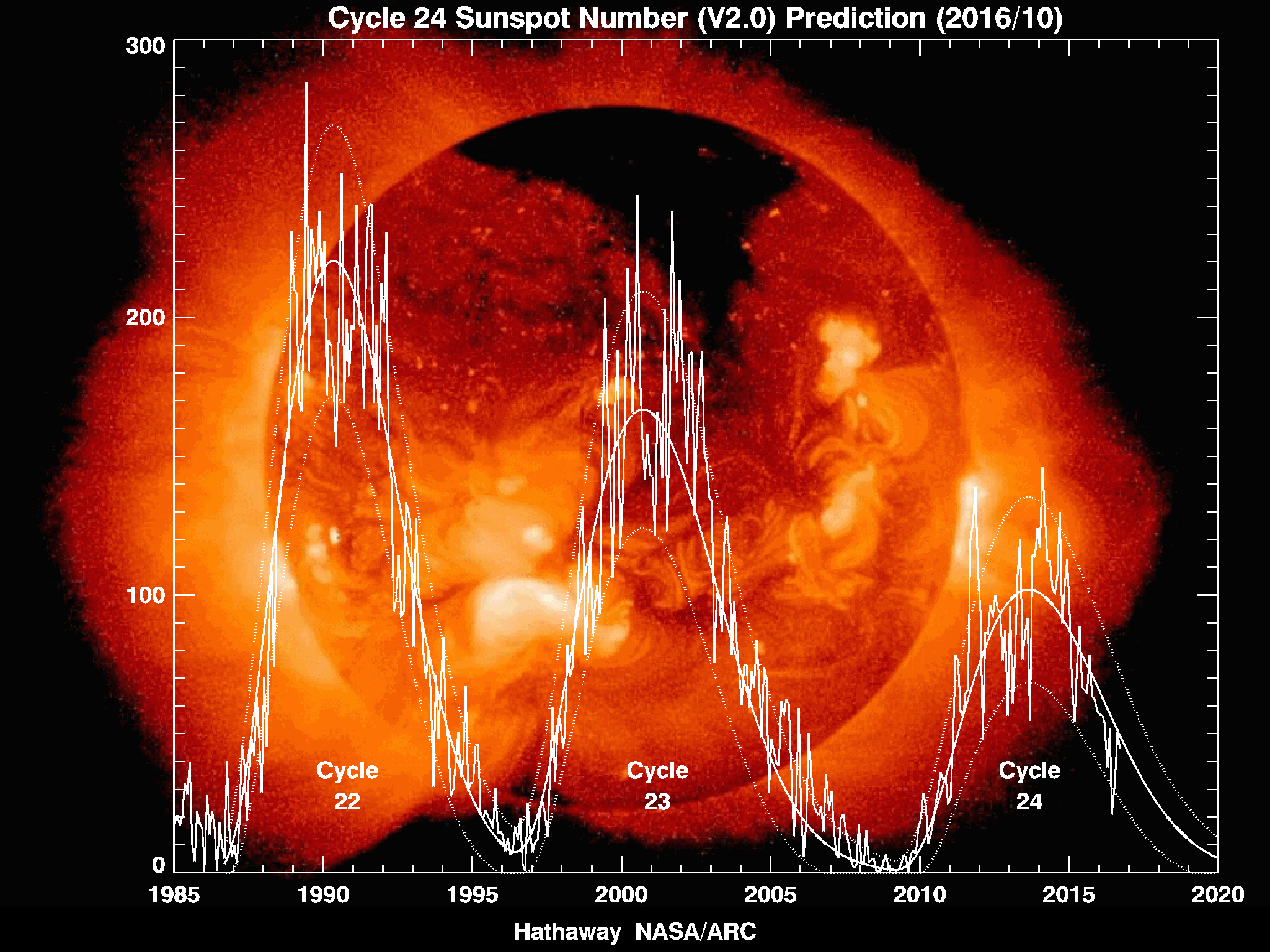
現在の第24太陽周期の予測では、2013年9月に約66個で極大を迎えるとされたが、予想に反して2011年末に黒点の個数が増加されるのを観測し、2012年2月に既に黒点の数は67個に達し、その数値が少なくとも公式な最大値となっている。この数は、第14太陽周期の1906年2月に最大値64.2個だった時以来の少なさである。

太陽活動周期（たいようかつどうしゅうき、英: Solar cycle）は、太陽の活動（太陽放射のレベルや物質の放出等）や見かけ（太陽黒点の数や太陽フレア等）の周期的な変化である。約11年周期となる。太陽の見かけの変化やオーロラの変化として、数百年に渡って観測されてきた。通称「サイクル」。
太陽の変化は、太陽から地球に達する放射の量を周期的に変化させ、宇宙天気、地球の天気や気候等の変化を引き起こす。
非周期的変動とともに、太陽変動の1つである。
内部の太陽流によって誘導される磁気流体力学的ダイナモ作用によって、太陽活動周期は以下の役割を担う。
- 太陽大気、コロナ、太陽風の形成
- 太陽光の調節
- 紫外線からX線までの短波長太陽放射の調節
- 太陽フレア、コロナ質量放出やその他の太陽爆発現象の調節
- 太陽系に入ってくる高エネルギー宇宙線の流れの間接的な調節

## 歴史

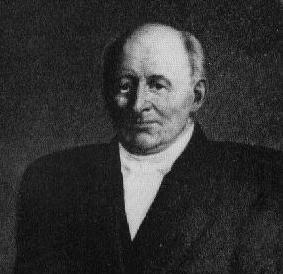
ドイツの天文学者ハインリッヒ・シュワーベは、太陽黒点の観測から太陽活動周期を発見した。

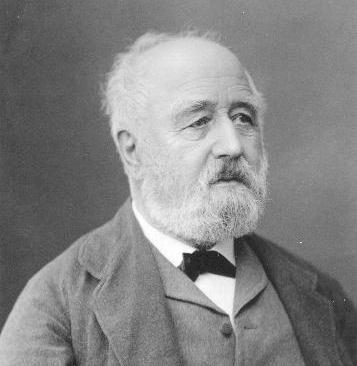
スイスの天文学者ルドルフ・ウォルフは、太陽活動周期を17世紀まで遡った。

太陽活動周期は、1843年まで17年間太陽を観測し、太陽黒点の数の周期的な変化に気づいたハインリッヒ・シュワーベが同年に発見した。ルドルフ・ウォルフはこれらの現象を研究し、ガリレオ・ガリレイらが最初に黒点を観測した17世紀初頭まで周期を遡った。ウォルフ以降、太陽天文学者は太陽黒点の数を指標として用い始め、これは現在でも続いている。
太陽極大期と太陽極小期は、それぞれ太陽黒点の数が極大、極小になる時期を示す。個々の太陽黒点の周期は、ある極小期から次の極小期までの期間で区切られる。
最近まで、1699年から2008年までの309年間で、28の周期があったと考えられ、その平均の期間は11.04年間であるが、最近の研究では、そのうち最も長い期間（1784年から1799年の第4太陽周期）は、実は2つの周期に分けられ、平均期間はわずか10.66年間であったことが示されている。観測された周期のうち短いものは9年、長いものは14年であるが、1784年から1799年が2つの周期であったとすると、短い方は8年以下となる。変化の幅も様々である。
ウォルフによって作られた付番規則に従い、1755年から1766年までの周期は、伝統的に「第1太陽周期」の番号が付けられている。1645年から1715年までの期間は太陽黒点がほとんど観測されなかったが、データが失われたためではない。この期間は、現在では、グスタフ・シュペーラーによって最初に記されたこの奇妙な現象を熱心に研究したエドワード・マウンダーの名前に因んでマウンダー極小期として知られている。19世紀後半には、リチャード・キャリントンとシュペーラーによってそれぞれ独立に、周期が進行するにつれ、黒点が最初は中緯度に見え、その後、太陽極小期になるまで、次第に赤道に近づくことが発見された。このパターンは、エドワード・マウンダーとアニー・マウンダー夫妻によって20世紀初頭に初めて作られた、いわゆるバタフライダイヤグラムによって良く表現できる。
太陽活動周期の物理学的な基礎は、20世紀初頭にジョージ・ヘールらによって解明された。彼らは1908年に太陽黒点が強く磁化されていることを示し（これは、地球以外における初めての磁場の検出であった）、さらに1919年には、太陽黒点の磁極は、次の特徴を持つことを示した。
- ある周期において、同一半球内では常に同じである。
- 周期を通じ、半球間では逆である。
- 次の周期に移り変わる際にそれぞれの半球で逆転する。

ヘールの観測により、太陽活動周期は、約22年の周期を持つ磁場の周期であることが明らかとなった。しかし、ほぼ全ての太陽活動周期の現象は磁極に関連しないものであり、「11年周期」という表現が今も一般的に用いられる。
半世紀後、ハロルド・バブコックとホレス・バブコックの父子は、太陽表面は、太陽黒点の部分以外も磁化されていることを示し、この弱い磁場が一次の双極子を形成し、この双極子の磁極は、太陽黒点の周期と同じ周期で逆転が起こる。このような様々な観測により、太陽活動周期は太陽全体の磁場の空間的時間的な変動であるということが確立された。

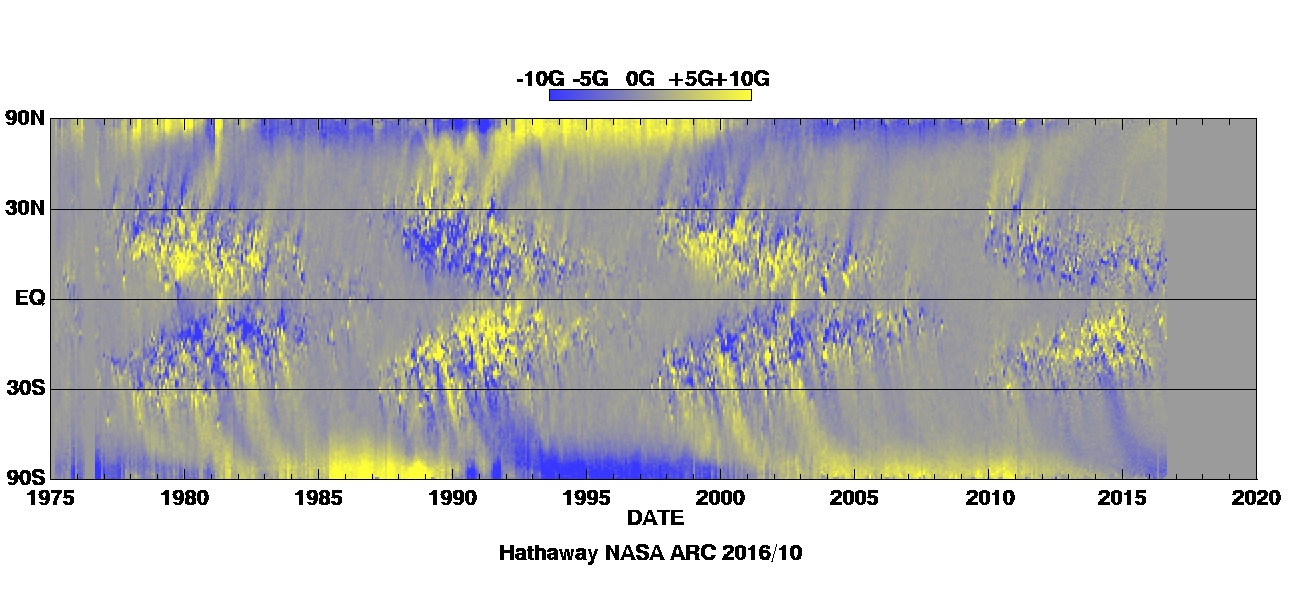
時間と太陽緯度を軸にとったダイヤグラム。太陽黒点の「チョウ」の形が低緯度地方にはっきりと見える。

## 現象、測定、原因
2つの隣接する周期の黒点が共存することがある、また、太陽は周期毎に磁極を逆転することが発見されたことから、異なる周期の黒点は磁場の方向によって区別できるようになった。しかし、太陽極小期が始まった真の日付を確定するまでには、数ヶ月を要する。太陽極小期の日付を決定する機関の1つは、ベルギーに本部を置きアメリカ航空宇宙局や欧州宇宙機関とともに研究を行うSIDC (Solar Influences Data Analysis Center) である。
今日、太陽表面の磁力記録等の最も重要な情報は、SOHOによってもたらされる。
太陽変動やその周期についての根本的な原因については現在も議論されており、木星や土星のような木星型惑星や太陽の内部の動きによる潮汐力との関係を指摘する研究者もいる。太陽黒点のその他の要因には、日震等がある。
太陽活動周期には、パターンが存在する。例えば、ワルトマイヤー効果は、大きな振れ幅の極大期を持つ周期は、極大に達するまでの期間が短い傾向があるという現象である。即ち極大の振れ幅と周期の長さには、負の相関があり、ある程度の予測を可能としている。

## 太陽活動周期の効果

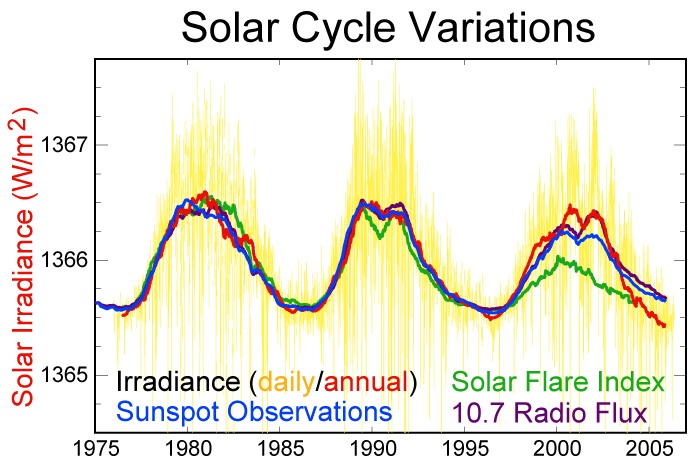
第21太陽周期から第23太陽周期の太陽黒点の数、合計太陽放射、フレア指数。

太陽の磁場は、太陽の大気や外層の構造を作る。その空間的時間的な変動は、太陽活動と総称される現象を引き起こす。全ての太陽活動は、エネルギーを供給する太陽磁場の周期により強く調節される。

### 表面の磁場
太陽黒点は数日から数ヶ月の間、太陽表面のどこにでも現れるが、最終的には消滅して太陽の光球から磁束を放出する。この磁場は、乱流対流や大規模な流れによって攪拌される。このような輸送機構によって、磁化された崩壊生成物は高緯度地域に集積され、最終的には極の磁性を逆転させる。
太陽磁場の双極子は、太陽極大期の頃に極性の逆転、太陽極小期の頃に強度のピークが観測される。一方、太陽黒点は、太陽内部にある経度方向の強い磁場によって生成される。物理学的には、太陽活動周期は、経度方向の成分が緯度方向の磁場を作り、その後緯度向の成分が元とは逆向きの経度方向の磁場を作る再生ループであると考えられる。

### 太陽放射
合計太陽放射は、地球の上層大気に衝突する太陽放射エネルギーの量である。合計太陽放射の変動は、1978年末に人工衛星による観測が始まるまで、検出することができなかった。1970年代から2000年代に人工衛星に搭載された放射計は、太陽放射は11年の太陽黒点の周期の間に規則的に変動していることを示した。太陽光度は、太陽極大期の間は太陽極小期の間に比べて約0.07%明るいが、2000年代に行われた探査機による観測で、可視光に対する紫外線の比は、以前に考えられていた以上に変化が大きいことを示した。
合計太陽放射が太陽の磁気活動の周期と同調して、約0.1%の幅で変動していることは、人工衛星の観測によって発見された。最大約0.3%の平均値の変動は、大きな黒点や大きな白斑、明るいネットワーク等が原因で、1週間から10日の間に起こる。数十年間の合計太陽放射の変動は、継続的な人工衛星の観測によって、小さいが検出可能な傾向があることが示された。
黒点は光球の他の部分より暗く冷たいが、太陽極大期には合計太陽放射は高くなる。これは、太陽極大期の間の黒点以外の部分の磁化構造である白斑や明るいネットワークが光球の他の部分よりも明るく熱いためである。これらは、黒点による放射の減少を過補償する。合計太陽放射の変動の主要な原動力は、太陽表面に存在する、これらの放射の多い磁化構造の変動である。

### 短波長放射

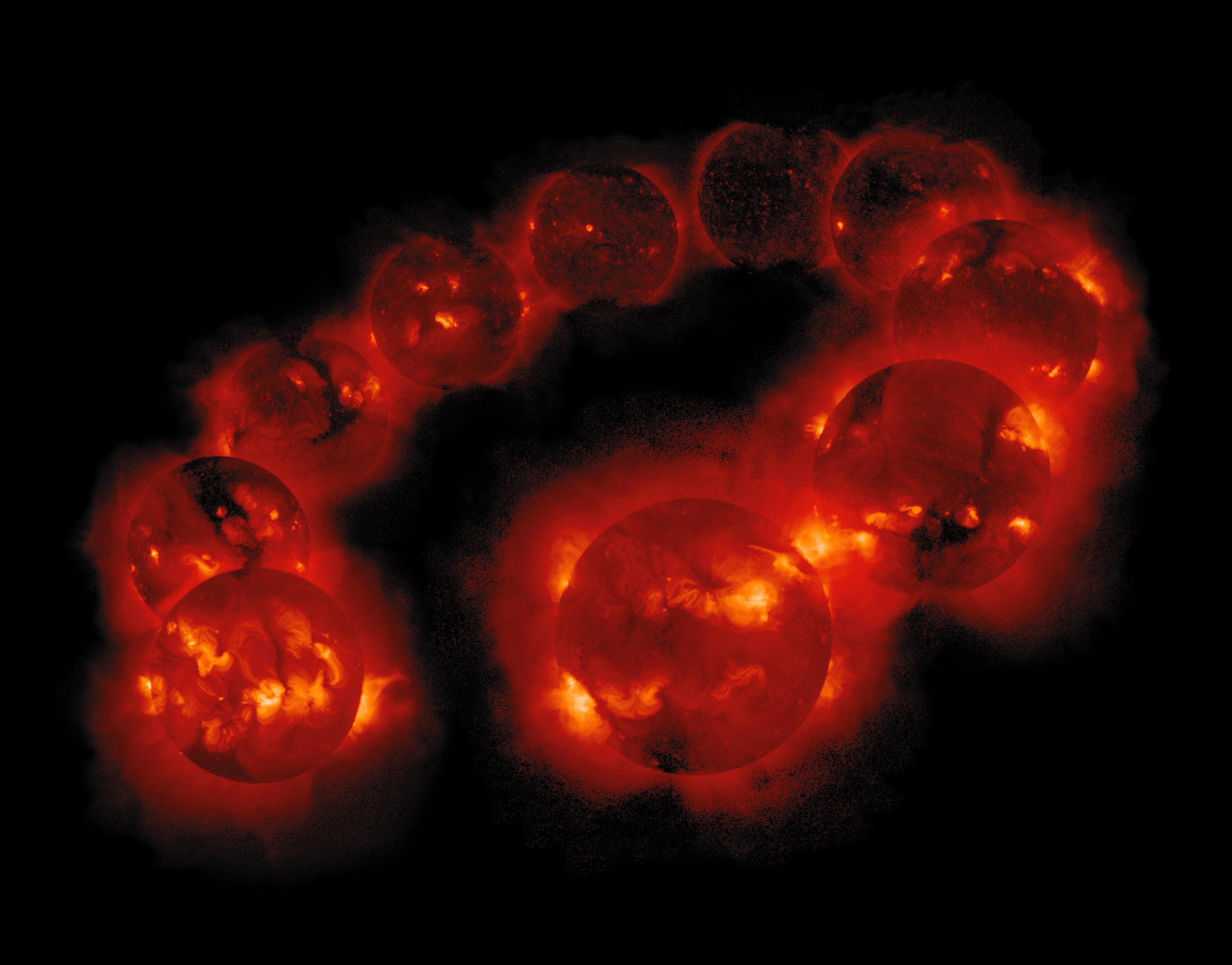
ようこうが1991年8月30日から2001年9月6日までの10年間に観測した太陽活動の変動の合成画像

太陽の光球の温度は約5870Kであり、極紫外線より波長の短い放射の割合は非常に少ない。しかし、温度の高い太陽大気上層（彩層やコロナ）は、短い波長の放射をより多く放出する。大気上層は一様ではなく多くの磁化構造を含むため、太陽の紫外線、極紫外線、X線の流束は、太陽周期に合わせて著しく変化する。左の図は、第22太陽周期のピークである1991年8月30日から第23太陽周期のピークである2001年9月6日まで、日本の人工衛星ようこうが観測した太陽の軟X線の変動である。同様の周期に関連した変動は紫外線や極紫外線の放射でも観測される。
合計太陽放射に対しては極めて小さい寄与しかしないが、紫外線、極紫外線、X線の放射が地球の上層大気に与える影響は大きい。太陽からの紫外線や電離放射線は、成層圏の化学組成や電離層の温度及び電気伝導性に大きな影響を与える。

### 電波
太陽からの電波の放射は、主に活動領域の磁場に捉えられたコロナのプラズマによるものである。F10.7値は、太陽からの電波のピークに近い波長10.7cmの周波数当たりの電波流束である。F10.7はSFU(英: Solar flux unit)の単位で表されることが多い(1 SFU = 10-22 W m-2 Hz-1)。これは、太陽活動全体の優れた指標となり、太陽の紫外線放射と関連している。
太陽のF10.7値は、カナダのドミニオン電波天文台で、現地時間の昼に、2800MHzを中心とした100MHz幅で毎日測定されている。太陽のF10.7値の記録は1947年まで遡り、太陽黒点の数以外では、最も長く記録されている太陽活動である。
太陽黒点の活動は、特に短波帯の長距離電波通信に大きな影響を与える。中波や超短波も影響を受ける。太陽黒点の活動が強いと、より高い周波数帯の電波信号は良く伝わるようになるが、ノイズや電離層の擾乱も増加する。これらの効果は、太陽からの放射が電離層に多く衝突するようになるためである。
波長10.7cmの太陽からの流束は、2点間の地上通信に妨害を与えることが示されている。

### 爆発現象

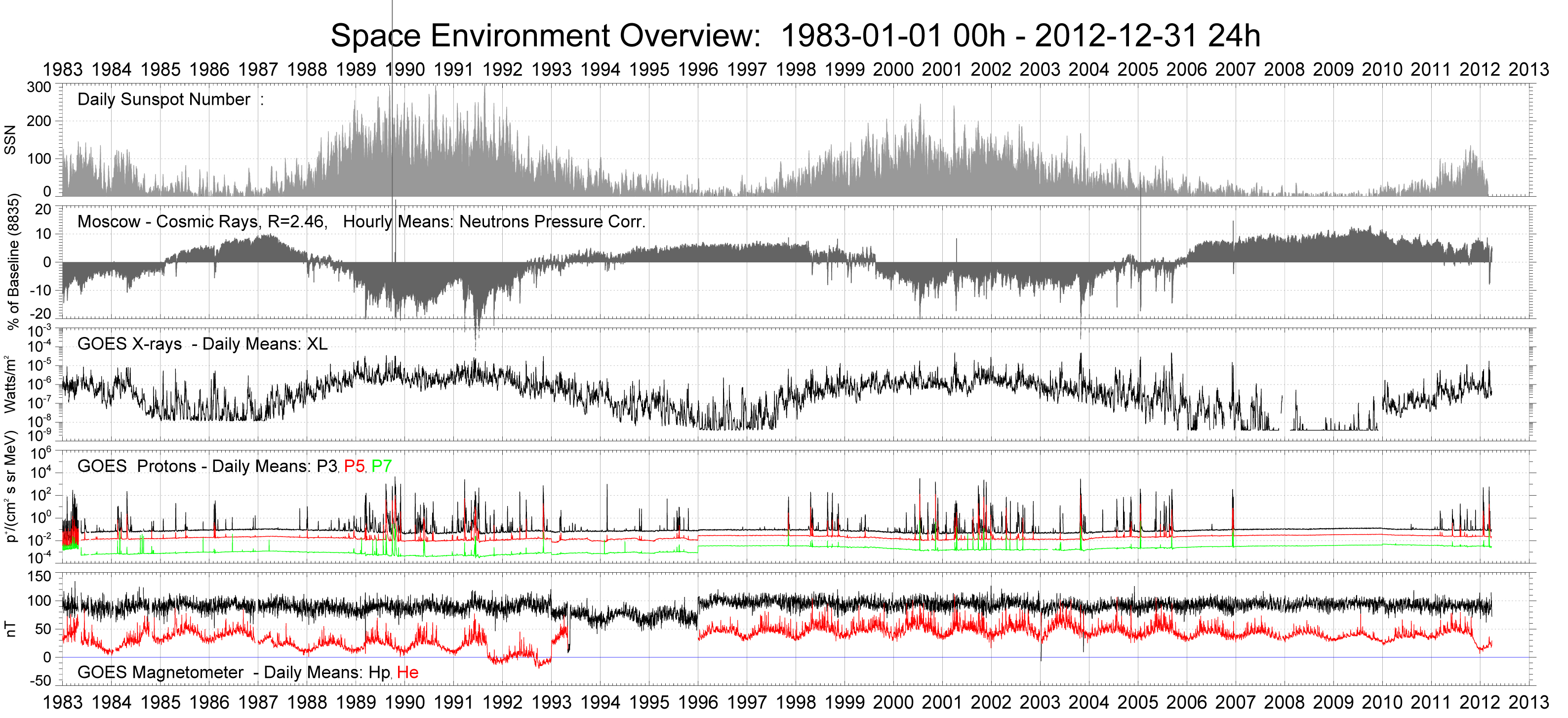
3つの太陽活動周期は、太陽黒点の周期と宇宙線、地球近傍の環境の間の関係を示している。

太陽磁場はコロナを形成し、皆既日食の時に見られる特徴的な形を与えている。複雑なコロナの磁場は、太陽表面の流動や太陽内部のダイナモによる磁束の生成を反映している。原因は詳細に分かっていないが、これらの構造は安定性を失い、局所的な突然の磁気エネルギーの放出によって大量の紫外線やX線、高エネルギー粒子を放出し、周囲の空間へのコロナ質量放出や太陽フレアを引き起こすことがある。これらの爆発現象は、地球の大気上層や宇宙環境に大きな影響を与え、宇宙天気と呼ばれるものの主要な原動力となる。
コロナ質量放出やフレアの発生頻度は、太陽活動周期によって強く調節される。フレアは、太陽極大期の間は、太陽極小期の間よりも50倍も発生しやすい。大規模なコロナ質量放出は、太陽極大期の間は日に数回発生するが、太陽極小期には数日に1回になる。これらの爆発の大きさ自体は、太陽周期とは関連しない。一例として、太陽極小期に非常に近かった2006年12月には、X級の巨大なフレアが3回も発生し、12月5日に発生したものは、記録上最も明るいものの1つにまでなった。

### 宇宙線

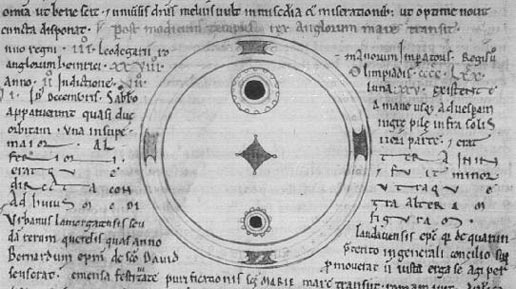
John of Worcesterという者が1128年に描いた太陽黒点の絵。

太陽からの噴出物が外側に拡大し、惑星間空間で太陽系に向かって高エネルギー宇宙線を散乱するプラズマの密度を上昇させる。太陽の爆発現象の頻度は太陽周期に強く調節されるため、宇宙線の散乱度は周期の段階によって変化する。従って、太陽系内部の宇宙線流束は、太陽活動全体のレベルに反比例する。この反比例は、地上からの宇宙線流束の測定によっても明らかに検出される。
高エネルギー宇宙線の一部は地球の大気で大気を構成する分子と激しく衝突し、宇宙線による核破砕が生じることがある。核融合生成物には炭素14やベリリウム10のような放射性同位体があり、これらは地表に沈着する。氷床コアの中のこれらの物質の密度を測定することにより、かなり昔の太陽活動のレベルも推定することができる。これにより、20世紀中旬の太陽活動全体のレベルは過去1万年で最も高く、マウンダー極小期のような太陽活動の少ない時期は、何度も繰り返し訪れていたことが明らかとなった。

### 地球への影響

#### 生物
太陽周期の生物に対する影響は、時間生物学として研究されており、ヒトの健康との関連を発見したと主張する研究者もいる。
地表に到達する波長300nmの紫外線Bの量は、オゾン層の変動によって400%も変化する。成層圏では、酸素分子が紫外線により光分解するオゾン-酸素サイクルによって、継続的にオゾンが生成する。太陽極小期に太陽から受ける紫外線の量が減少すると、オゾンの濃度が低下し、紫外線Bが地表まで届きやすくなる。

#### 電波通信
電波通信のスキップ現象は、電離層で電波が屈折することにより生じる。太陽周期の極大期には、太陽光子や宇宙線のために電離層のイオンが増加する。この現象のために電波伝播の経路は複雑化し、電波通信を容易にしたり妨害したりする。電離層の変化の影響を受けやすい短波帯を用いる船舶や航空機の通信、アマチュア無線、短波放送等にとっては、スキップ現象の予報は有益である。太陽放射の変化は、通信に使うことのできる最高の周波数である最大使用周波数にも影響を与える。

#### 地球の気候
長期的及び短期的な太陽活動の変動は地球の気候に影響を与えていると考えられるが、太陽の変動と地球の気候の間の関係を直接量的に証明するのは非常に難しく、現在も研究が続いている。
初期の研究は、天気と太陽黒点の関係を見出そうとしてきたが、ほとんどうまくいかなかった。最近では太陽活動と地球の気温の間の関係に主眼を置き、太陽周期は地域の気候にも影響を与えていることが示唆されている。SORCEのスペクトラル放射照度モニター(英: spectral irradiance monitor)による観測で、太陽の紫外線の変動は予想されたよりも大きく、そのため例えば、太陽極小期には、アメリカ合衆国や南ヨーロッパではより寒い冬、カナダや北ヨーロッパではより暖かい冬になることが示された。
太陽変動が地球の気候に影響を与える機構としては、次の3つが提案されている。
- 太陽放射が直接気候に影響を与える（放射強制力）。
- 紫外線成分の変動は合計の変動よりも大きく、そのため紫外線が気候に対して大きな効果を持つとすれば、気候の変動が大きくなる。
- 雲量の変化等、太陽風に影響される宇宙線に媒介される効果。

太陽黒点の周期の変動は0.1%と小さいが、地球の気候に検出可能なほどの影響を与えている。チャールズ・キャンプ(英: Charles D. Camp)とカ・トゥング(英: Ka Kit Tung)による研究は、太陽放射の変動は、11年間の極大期と極小期の間で±0.1 Kの平均地球気温の変化をもたらすことを示した。
太陽活動周期より長い期間での太陽変動の影響も気候科学では研究されている。測定される太陽変動の大きさは、温室効果ガスの強制力と比べてずっと小さいため、現在の科学界のコンセンサスは、太陽変動は今日の地球温暖化の主要因にはなっていないというものである。しかし、太陽の影響に関する理解のレベルは未だ低い。

#### 宇宙探査への影響
コロナ質量放出は、高エネルギー光子の放射流束を生み出し、これは太陽宇宙線として知られ、人工衛星の太陽電池や電子機器に損傷を与える。太陽光子の放出現象は、シングルイベントアップセットと呼ばれる電子機器のエラーも同時に生じる。
ミッション中の宇宙飛行士が地球の磁場の外側にいる場合、コロナ質量放出の放射は致命的な損傷を与える恐れがある。そのため火星有人探査等、将来計画されている多くのミッションでは、宇宙飛行士が一時的に避難できるようなシェルターを導入している。
太陽活動が高い時期の宇宙飛行にとっては、太陽活動の予測が非常に重要になる。周期の連続性に依る特殊な方法がWolfgang Gleißbergにより開発された。